# Alfredo Ghierra
Alfredo Ghierra (Montevideo, 31 agosto 1894 – Montevideo, 16 novembre 1973) è stato un calciatore uruguaiano, di ruolo centrocampista.

## Carriera
Dopo aver giocato nell'Universal di Montevideo fu tra i soci fondatori del Defensor Sporting, club del quale scelse il nome ispirandosi a quello del Defensores de la Huelga, squadra di operai di una fabbrica di vetro di Punta Carretas considerata il predecessore della neonata formazione. Ne fece parte per tutti i primi suoi anni di vita e con essa ottenne la promozione nella massima serie nel 1914. Dopo la retrocessione del 1917 il Defensor rinunciò all'iscrizione alla Lega e Ghierra passò all'Universal di Montevideo, con cui vinse una Copa de Honor nel 1920.
Nel 1922 il Defensor fu rifondato e Ghierra tornò a giocare nella squadra che aveva contribuito a fondare, rimanendovi fino alla fine del decennio con l'eccezione del 1925, quando a campionati fermi si unì al Nacional di Montevideo nella sua tournée europea. Esordì anche in Nazionale, con la quale prese parte ai Giochi Olimpici del 1924, vincendoli, ed ai Campeonati Sudamericani del 1923, 1924 e 1926, vincendo tutte le competizioni.

## Palmarès

### Nazionale
- Oro olimpico: 2

Paris 1924
- Campeonato Sudamericano de Football: 3

1923, 1924, 1926